# Coptopteryx precaria
Coptopteryx precaria es una especie de mantis de la familia Coptopterygidae.

## Distribución geográfica
Se encuentra en Brasil.